# Endothenia villosula
Endothenia villosula es una especie de polilla del género Endothenia, categorizada en la tribu Olethreutini, de la subfamilia Olethreutinae.

## Distribución
Se distribuye por Rusia.

## Taxonomía
Fue descrita por Falkovitsh en 1966 y publicada en (Endothenia), Trud. Zool. Inst. Leningrad 37: 225.